# Lestodiplosis irregularifila
Lestodiplosis irregularifila är en tvåvingeart som beskrevs av Kashyap 1989. Lestodiplosis irregularifila ingår i släktet Lestodiplosis och familjen gallmyggor. Inga underarter finns listade i Catalogue of Life.